# Przewodnik Michelin

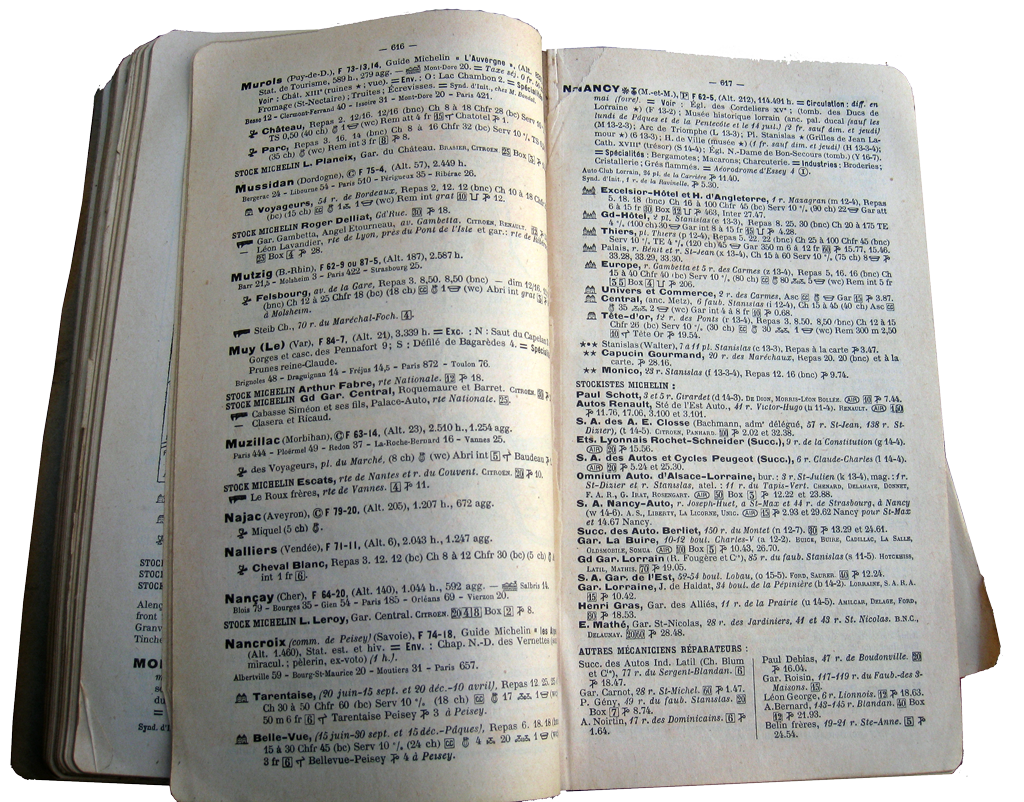
Przewodnik Michelin z 1929

Przewodnik Michelin (fr. Guide Michelin) – seria przewodników po państwach świata, wydawanych przez francuskie przedsiębiorstwo Michelin. Pierwsza edycja, opisująca Francję, ukazała się w 1900 roku.
Przewodniki Michelin dzielą się na serię przewodników gastronomicznych (Czerwone przewodniki), opisujących hotele i restauracje, oraz serię przewodników turystycznych (Zielone przewodniki). W obydwu seriach zamieszczane są oceny obiektów, którym przyznawane są gwiazdki według trzystopniowej skali.
Termin przewodnik Michelin powstał wraz z opublikowaniem pierwszego „Czerwonego przewodnika” Michelin (fr. le guide rouge) – najstarszego i najbardziej popularnego przewodnika po europejskich hotelach i restauracjach. Obecnie czerwone przewodniki publikowane są przez Michelin w ponad 12 krajach. Wraz z upływem czasu Michelin wprowadziło na rynek także kilka serii przewodników turystycznych: Guide voyageur pratique (samodzielne podróżowanie), Guide Gourmand (smakosz), Guide escapade (krótki odpoczynek) i Guide coup de coeur (hotele z charakterem). W Polsce są to serie: Zielony przewodnik, Udane wakacje i Udany weekend, wydawane na licencji Michelin przez Wydawnictwo Bezdroża.

## Historia

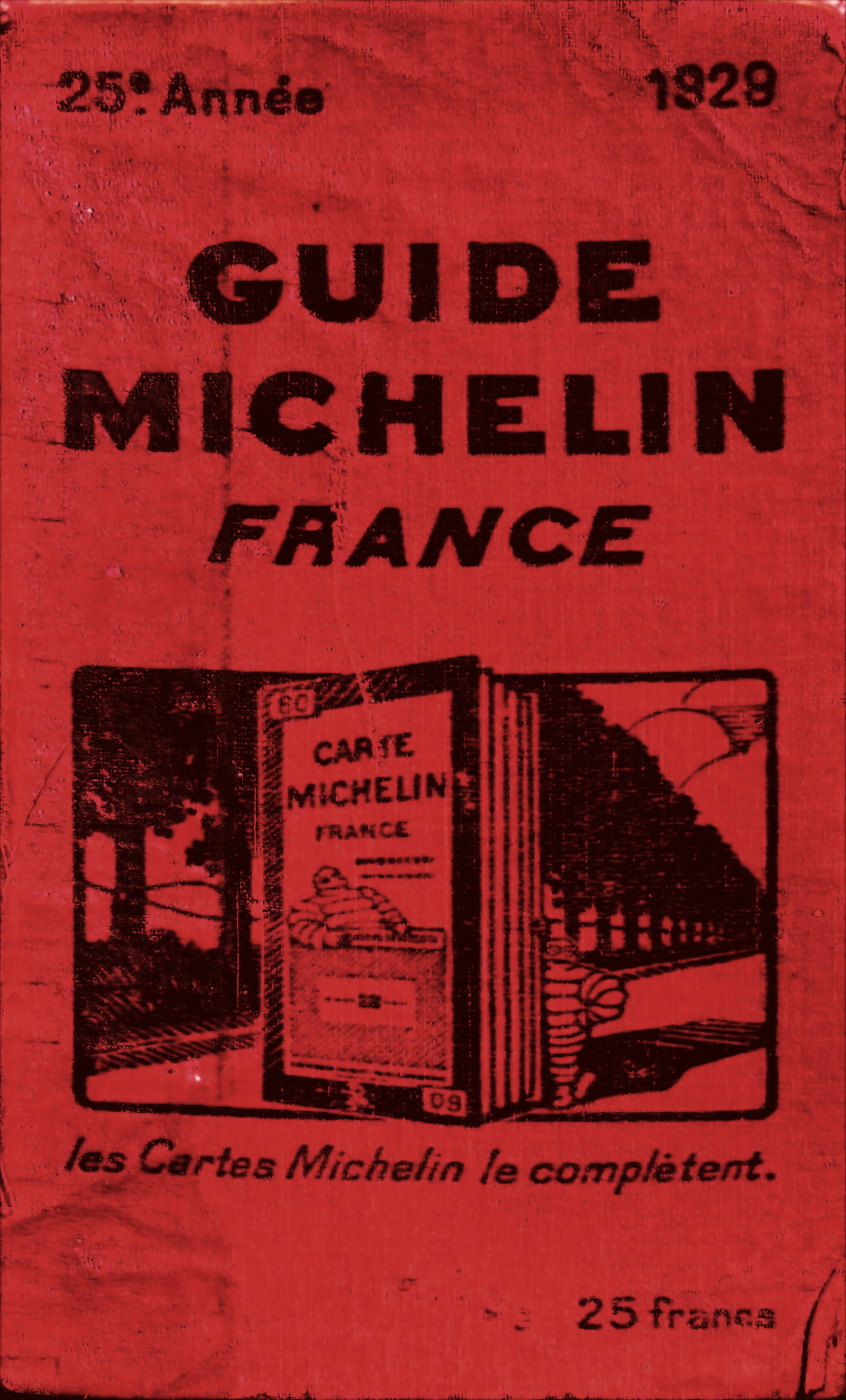
Okładka czerwonego przewodnika z 1929

W 1900 roku André Michelin opublikował pierwszą edycję przewodnika po Francji, który miał być pomocny dla kierowców przy remontowaniu ich samochodów, znajdowaniu zakwaterowania i miejsc, w których można dobrze zjeść podczas podróży i zwiedzania. Przewodnik zawierał adresy stacji paliw, warsztatów samochodowych, sklepów z oponami, informacje na temat cen paliw, wymiany opon i naprawy samochodów. Przewodnik był rozprowadzany za darmo aż do 1920 roku. Zgodnie z historią opowiadaną przez braci Michelin, opłata została wprowadzona po tym, jak znaleziono stertę przewodników, która podpierała stół w warsztacie samochodowym. Uzmysłowiło to im, że darmowe publikacje nie są traktowane poważnie. W 1926 roku przewodnik wprowadził ocenę gwiazdki, którą oznaczano restauracje z dobrym jedzeniem. Dwie i trzy gwiazdki zostały dodane we wczesnych latach 30. XX wieku.
Przez pierwszych 30 lat okładka przewodnika była niebieska, po 1931 roku zmieniono ją na czerwoną. Wraz z rozpowszechnianiem się ruchu drogowego, zaczęto rozbudowywać system oceny gwiazdkowej i wprowadzać go do innych krajów. Dziś w serii 12 Czerwonych przewodników można znaleźć ponad 45 000 europejskich hoteli i restauracji. Przewodnik po hotelach i restauracjach Francji, od momentu pierwszego wydania, sprzedał się w 30 milionach egzemplarzy i nadal jest najbardziej kompletnym ze wszystkich Czerwonych przewodników. Przewodniki po hotelach i restauracjach opisują m.in.: Francję, Austrię, Wielką Brytanię i Irlandię. Obecnie Michelin wydaje również Czerwony przewodnik opisujący główne miasta europejskie i pozaeuropejskie, m.in. (Nowy Jork, San Francisco, Tokio, Los Angeles i Las Vegas).

## Czerwone i zielone przewodniki
Przewodniki Michelin można podzielić na serię przewodników kulinarnych (Czerwone przewodniki), opisujących hotele i restauracje, oraz serię przewodników turystycznych (Zielone przewodniki), opisujących miasta, regiony i państwa pod kątem ich atrakcyjności turystyczno-krajoznawczej.
Czerwony przewodnik oparty jest na rozbudowanym systemie symboli opisujących każdy lokal. Dodatkowo przy restauracjach oznaczonych gwiazdką, umieszcza się wykaz ich trzech specjalności kulinarnych. Przy tworzeniu przewodników Michelin stosuje anonimowe inspekcje, nie pobiera opłat za umieszczenie obiektu na liście, ale rości sobie prawo do jego wizytacji średnio raz na 18 miesięcy w celu aktualizacji oceny.
Zielone przewodniki istnieją dla wszystkich regionów Francji, jak i dla wielu innych krajów, regionów i miast. Większość przewodników po Francji jest dostępna w kilkunastu językach. Zawierają one informacje dotyczące zaplecza turystycznego oraz dział alfabetyczny opisujący poszczególne miejscowości. Podobnie jak Czerwony przewodnik, używają trzygwiazdkowego systemu rekomendującego miejsca godne zwiedzania.

## Gwiazdki Michelin i inne oceny
Wszystkie przewodniki Michelin zawierają prosty system oceny miejsc opisywanych w przewodnikach, będący wskazówką dla zwiedzających. Jest to system trójstopniowej oceny:
- zobacz koniecznie
- warto odwiedzić
- godne uwagi

Punktacja ta pozwala zorientować się, czy dane miejsce należy, według autorów przewodnika, do „listy obowiązkowej” punktów, które trzeba zobaczyć, czy też można powrócić do niego przy kolejnych odwiedzinach danego miejsca. Dzięki systemowi gwiazdek turysta otrzymuje praktyczną wskazówkę, na co należy zwrócić uwagę i co zobaczyć w pierwszej kolejności, np. gdy dysponuje się niewielką ilością czasu na zwiedzanie.

## Przewodniki Michelin w Polsce
W 2006 roku partnerem wydawniczym Michelin w Polsce zostało Wydawnictwo Bezdroża. Od tamtej pory ukazało się 17 tytułów.
W serii Zielony przewodnik:
- Korsyka
- Austria
- Wielka Brytania
- Francja
- Chorwacja
- Hiszpania (wyd. 2009, ISBN 978-83-7661-027-6)
- Holandia
- Niemcy
- Norwegia i  Szwecja
- Egipt
- Portugalia
- Grecja
- Włochy
- Toskania
- Stany Zjednoczone (część wschodnia)
- Stany Zjednoczone (część zachodnia)

W serii Udany weekend:
- Paryż
- Londyn
- Barcelona
- Rzym
- Dublin
- Wenecja
- Berlin
- Wiedeń

W serii Udane wakacje:
- Wybrzeże Dalmacji i  Czarnogóry

Przewodniki Michelin zawierają przydatne adresy i praktyczne informacje pozwalające czytelnikom dokładnie przygotować wycieczkę; zamieszczają sugestie wędrówek i szczegóły, które nie powinny umknąć uwadze przy planowaniu trasy wycieczki. Każdy przewodnik podzielony jest na: wstęp, część z informacjami praktycznymi, opis miasta bądź kraju (z alfabetycznym spisem głównych atrakcji), wykaz przydatnych adresów i indeks.

## Restauracje w Polsce z gwiazdką Michelin
W 2013 roku pierwszą restauracją w Polsce posiadającą gwiazdkę Michelin zostało Atelier Amaro w Warszawie, w której szefem kuchni jest Wojciech Modest Amaro. W 2016 gwiazdkę Michelin otrzymała warszawska restauracja Senses, w której szefem kuchni jest Włoch Andrea Camastra. W 2016 roku symbol Bib Gourmand oznaczający korzystny stosunek jakości do ceny otrzymała restauracja Zazie w Krakowie. We wcześniejszych latach takie wyróżnienie otrzymały Brasserie Warszawska oraz Butchery and Wine w Warszawie. W 2020 trzecią restauracją w Polsce z gwiazdką Michelin, stała się krakowska Bottiglieria 1881, która w 2023 otrzymała drugą gwiazdkę. Dwiema nowymi restauracjami nagrodzonymi jedną gwiazdką są restauracja Muga z Poznania, oraz Nuta z Warszawy. W 2024 trzy restauracje otrzymały pierwszą gwiazdkę: Arco by Paco Pérez z Gdańska, Giewont z Kościeliska oraz Rozbrat 20 z Warszawy.
| Nazwa restauracji | Szef kuchni           | Liczba gwiazdek | Miasto      | Lata z gwiazdką | Lata z dwiema gwiazdkami |
| ----------------- | --------------------- | --------------- | ----------- | --------------- | ------------------------ |
| Atelier Amaro     | Wojciech Modest Amaro | 1               | Warszawa    | 2013–2019       |                          |
| Senses            | Andrea Camastra       | 1               | Warszawa    | 2016–2020       |                          |
| Bottiglieria 1881 | Przemysław Klima      | 2               | Kraków      | 2020-2023       | 2023-obecnie             |
| Muga              | Artur Skotarczyk      | 1               | Poznań      | 2023-obecnie    |                          |
| Nuta              | Andrea Camastra       | 1               | Warszawa    | 2023-obecnie    |                          |
| Arco              | Paco Pérez            | 1               | Gdańsk      | 2024-obecnie    |                          |
| Giewont           | Przemek Sieradzki     | 1               | Kościelisko | 2024-obecnie    |                          |
| Rozbrat 20        | Bartosz Szymczak      | 1               | Warszawa    | 2024-obecnie    |                          |